# Club Deportivo Zaragozano de Gimnasia
El Club Deportivo Zaragozano de Gimnasia es un club de gimnasia rítmica con sede en Zaragoza.

## Historia

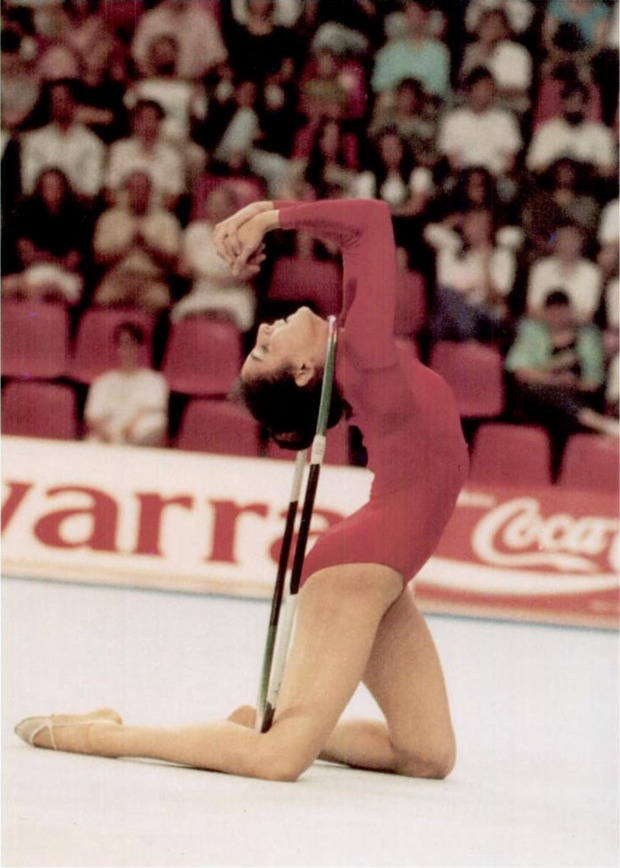
Ada Liberio, la gimnasta más destacada del club.

El Club Deportivo Zaragozano de Gimnasia fue creado por un grupo de aficionados a la gimnasia rítmica de Zaragoza. La primera sede estaba situada en la C/ Centro nº 9, 1º B.
Las personas que se encargaron de fundar este club, consiguieron que gimnastas de alto nivel nacional tuvieran contacto con el mismo. La gimnasta más destacada que ha pasado por el club es Ada Liberio, que consiguió proclamarse campeona de España en la categoría de honor en 1990. Con la selección nacional de gimnasia rítmica de España fue bronce por equipos y plata en mazas en el Campeonato Europeo Júnior de 1987, y bronce por equipos en el Campeonato Mundial de Sarajevo en 1989, entre otras preseas. Otras gimnastas rítmicas que se iniciaron en el club fueron Ana Bolea, o las hermanas Elmira Dassaeva y Cristina Dassaeva, llegando esta última a formar parte desde 2003 del conjunto júnior de la selección nacional de gimnasia rítmica de España y posteriormente del sénior.

## Equipos y categorías
Las gimnastas están divididas entre los niveles C, B y A desde los que empiezan sin haber tenido nunca contacto con la rítmica hasta los que son auténticos profesionales de este deporte. En los niveles C y B se compite a nivel de Aragón y en el nivel A se compite a nivel nacional, y si se consigue avanzar y seguir aprendiendo se llega a competir contra otros países. Los equipos están organizados desde los de menor edad hasta los mayores, aproximadamente desde los 4 años hasta los 20 o 21:
- Prebenjamín
- Benjamín
- Alevín
- Infantil
- Cadete
- Junior
- Senior

## Instalaciones deportivas
Desde hace mucho tiempo se ha estado entrenando y preparando a las gimnastas en el Palacio de Deportes de Zaragoza, conocido como El huevo. Más tarde, con el aumento de gimnastas hasta hoy, se entrena en el Pabellón Bombarda y Duquesa Villahermosa, siendo las gimnastas y los entrenamientos repartidos en estas diferentes instalaciones.

## Premios, reconocimientos y distinciones
- Distinción especial en la II Gala para empresas de la Fundación Down Zaragoza (2007)[4]